# Stazione di Pastena
La stazione di Pastena è una fermata ferroviaria, in esercizio dal 4 novembre 2013, costruita appositamente per il servizio ferroviario metropolitano di Salerno.

## Servizi
- Sottopassaggio
- Servizi igienici
- Ascensore